# Borovan
Borovan (in bulgaro Борован?) è una località nel nord-ovest della Bulgaria facente parte della regione di Vraca. È il centro amministrativo del comune di Borovan ed è situato a circa 150 km da Sofia.

## Municipalità
Borovan ha una superficie di 212 km² e comprende le seguenti località:
- Borovan
- Dobrolevo
- Malorad
- Nivjanin
- Sirakovo